# David Machado (escritor)
David Machado (Lisboa, 1978) é um escritor e tradutor português.
É licenciado em economia pelo Instituto Superior de Economia e Gestão (ISEG). A sua editora literária é Ma (2009);

## Obras

### Infanto-juvenil
- A mala assombrada (2011);
- Parece um pássaro (2014);
- Uma noite caiu uma estrela: uma história luminosa (2015);
- Os livros do rei (2017);
- Não te afastes (2018).
- Os Reis do Mar (2022)

### Contos
- Histórias possíveis (2008).

### Romances
- O Fabuloso Teatro do Gigante (2006);
- Deixem falar as pedras: romance (2011);
- Índice médio de felicidade: romance (2013);
- Debaixo da pele  (2017);
- Os Dias do Ruído (2024).